# Szenyér, Somogy
Szenyér  este un sat în districtul Marcal, județul Somogy, Ungaria, având o populație de 340 de locuitori (2011). 

## Demografie
Componența etnică a satului Szenyér
     Maghiari (64,82%)
     Romi (33,19%)
     Germani (1,99%)
Componența confesională a satului Szenyér
     Fără religie (46,47%)
     Romano-catolici (32,94%)
     Reformați (3,24%)
     Necunoscută (16,47%)
     Atei (0,88%)
Conform recensământului din 2011, satul Szenyér avea 340 de locuitori. Din punct de vedere etnic, majoritatea locuitorilor (64,82%) erau maghiari, existând și minorități de romi (33,19%) și germani (1,99%). Nu există o religie majoritară, locuitorii fiind persoane fără religie (46,47%), romano-catolici (32,94%) și reformați (3,24%). Pentru 16,47% din locuitori nu este cunoscută apartenența confesională.